# Rudolf Gwalther
Rudolf Gwalther (Zurique, 9 de Novembro de 1519 — Zurique, 27 de Dezembro de 1586) foi pastor, teólogo e reformador alemão, que sucedeu a Heinrich Bullinger (1504-1575) como antístite da igreja de Zurique. Foi também pregador inspirador e popular. Seus sermões e comentários bíblicos eram frequentemente impressos e lidos amplamente. Era genro de Ulrico Zuínglio, e procurou preservar a herança dos grandes reformadores, mantendo-se ao lado de suas orientações teológicas. Estudou matemática, poesia e teologia. Em Zurique foi pastor da Igreja de São Pedro em substituição a Leo Jud (1482-1542).

## Publicações
- Onomasticon 1541
- In Joannis Apostoli Epistolam canonicam homiliae 37 - 1553
- In Divi Pauli Apostoli Epistolas Omnes D. Rodolphi Gvaltheri Pastoris ... - 1589
- Ad catholicam ecclesiam omnemque fidelium posteritatem, pro D. Huld ... - 1545
- In Isaiam prophetam homiliae 327 - 1583
- In Evangelium Jesu Christi secundum Marcum homiliae 139 - 1561
- Argumentorum In Sacra Biblia, A Rudolpho Gualthero carminibus ..., Volume 1 - 1556